# Julien Boutter
Julien Boutter (* 5. April 1974 in Boulay-Moselle) ist ein ehemaliger französischer Tennisspieler.

## Karriere
Er gewann in seiner Karriere einen Einzeltitel (Casablanca 2003) sowie vier Turniererfolge in Doppelkonkurrenzen. Darüber hinaus erreichte er 2001 das Finale des ATP-Turniers von Mailand, das er gegen Roger Federer verlor.
Seine höchste Weltranglistenplatzierung erreicht er im Mai 2002 mit Platz 46. Nach dem Wimbledon-Turnier im Jahr 2004 beendete er nach acht Jahren seine Profikarriere.

## Erfolge

### Einzel
| Nr. | Datum         | Turnier    | Belag | Finalgegner       | Ergebnis      |
| --- | ------------- | ---------- | ----- | ----------------- | ------------- |
| 1.  | 7. April 2003 | Casablanca | Sand  | Younes El Aynaoui | 6:2, 2:6, 6:1 |

### Doppel
| Nr. | Datum              | Turnier   | Belag         | Partner           | Finalgegner                  | Ergebnis          |
| --- | ------------------ | --------- | ------------- | ----------------- | ---------------------------- | ----------------- |
| 1.  | 3. Januar 2000     | Chennai   | Hartplatz     | Christophe Rochus | Saurav Panja Srinath Prahlad | 7:5, 6:1          |
| 2.  | 16. Oktober 2000   | Toulouse  | Hartplatz (i) | Fabrice Santoro   | Donald Johnson Piet Norval   | 7:6, 4:6, 7:6     |
| 3.  | 12. Februar 2001   | Marseille | Hartplatz (i) | Fabrice Santoro   | Michael Hill Jeff Tarango    | 7:6, 7:5          |
| 4.  | 10. September 2001 | Taschkent | Hartplatz     | Dominik Hrbatý    | Marius Barnard Jim Thomas    | 6:4, 3:6, [13:11] |